# 彦根拘置支所
彦根拘置支所（ひこねこうちししょ）は、京都刑務所にかつて属していた拘置所。正式名所は、京都刑務所彦根拘置支所である。金亀町に所在することから「金亀（こんき）」と呼ばれる。

## 概要
滋賀刑務所が廃止されたため、京都刑務所に移管された。2022年4月に廃止された。
当拘置支所は、江戸時代彦根藩の首切り場跡地、刑場に設置されていた。

## 所在地
- 滋賀県彦根市金亀町5−41
  - JR西日本 彦根駅から、徒歩約15分

## 執行施設
- 死刑執行施設なし（死刑確定者は大阪拘置所に移送されていた。）